# جون جاكوب روجرز
جون جاكوب روجرز (بالإنجليزية: John Jacob Rogers)‏ هو محامي وسياسي أمريكي، ولد في 18 أغسطس 1881 في لوويل في الولايات المتحدة، وتوفي في 28 مارس 1925 في واشنطن العاصمة في الولايات المتحدة. حزبياً، نشط في الحزب الجمهوري. وقد انتخب عضو مجلس النواب الأمريكي.